# Auguste Jean Ameil
Auguste Jean Joseph Gilbert Ameil (Parigi, 6 gennaio 1775 – Parigi, 16 settembre 1822) è stato un generale francese.

## Biografia
Figlio di un avvocato in parlamento, entrò nell'esercito come un semplice soldato di fanteria, il 14 luglio 1789.
Nel 1805 entrò nel reggimento di stazza in Hannover, sotto il comando di Bernadotte, partecipando alle campagne di Germania, Polonia e Russia. Il 12 giugno 1809 venne promosso al grado di colonnello del 24º reggimento di cavalleria e a generale di brigata il 21 novembre 1812.
Nel 1814,  con l'abdicazione di Napoleone, accettò favori dai Borboni. Accompagnò il conte d'Artois (il futuro Carlo X) a Lione, dove il principe cercò di fermare la marcia di Napoleone verso Parigi. Tuttavia, l'esercito abbandonò in massa al fianco di Napoleone, e quando il conte si ritirò a Parigi, Ameil si impegnò con Napoleone. Fu mandato a Auxerre, ma è stato intercettato dalle forze realiste e inviato come prigioniero a Parigi, nello stesso giorno in cui Napoleone entrò vittoriosamente al palazzo delle Tuileries.
Una volta libero, Ameil partecipò alla formazione dell'esercito di Napoleone. Il giorno della battaglia di Waterloo, inviò una lettera a Luigi XVIII, al fine di giustificare la sua condotta. La lettera non fu convincente: la corte marziale avviò il procedimento contro di lui. Per sfuggire, Ameil viaggiò per l'Inghilterra, dopo un viaggio in Hannover con l'intenzione di raggiungere la Svezia e ottenere la protezione di Bernadotte.
Tuttavia venne arrestato a Luneburgo e trasferito a Hildesheim come un prigioniero di Stato. Accusato di alto tradimento, il 15 novembre 1816 fu condannato a morte dalla corte marziale. Tuttavia, la sentenza non è stata eseguita e il 25 luglio 1821 fu graziato da un regio decreto e i suoi titoli, diritti, onori e rango vennero restaurati.

## Morte
Il 24 ottobre 1821 si ritirò. L'anno seguente, il 16 settembre 1822 morì a Parigi.